# Luutsaari
Luutsaari är en ö i Finland. Den ligger i sjön Isojärvi och i kommunen Kuhmois i landskapet Mellersta Finland, i den södra delen av landet, 170 km norr om huvudstaden Helsingfors. Öns area är 35,4 hektar och dess största längd är 1,1 kilometer i nord-sydlig riktning.